# Birthday Song/Happy Birthday
「Birthday Song / Happy Birthday」（バースデイソング / ハッピーバースデイ）は、sunny-side upの1作目のシングル。2005年2月2日にavex traxよりリリース。

## 解説
周防彰悟のプロジェクトによってshelaとカナコの3人で結成された音楽ユニット・sunny-side upのデビューシングル。
「Birthday Song」と「Happy Birthday」はメロディは同じだが、歌詞と曲調が異なっている。
2曲ともshelaのベストアルバムに収録されており、「Birthday Song」は『FLORAL -single collection vol.2-』、「Happy Birthday」は『COLORS -single collection vol.1-』に収録されている。

## 収録曲
1. Birthday Song
作詞：shela・カナコ / 作曲：カナコ / 編曲：水島康貴
2. Happy Birthday
作詞：濱田真希 / 作曲：カナコ / 編曲：水島康貴
3. Birthday Song (instrumental)
4. Happy Birthday (instrumental)

## 参加ミュージシャン
Birthday Song
- shela & カナコ (speena)：Vocal
- 梶原順：Guitar
- 江口信夫：Drums